# 12771 Кімшин
12771 Кімшин (12771 Kimshin) — астероїд головного поясу, відкритий 5 квітня 1994 року.
Тіссеранів параметр щодо Юпітера — 3,612.